# Reken
Reken – miejscowość i gmina w Niemczech, w kraju związkowym Nadrenia Północna-Westfalia, w rejencji Münster, w powiecie Borken. W 2010 roku liczyła 14 094 mieszkańców.

## Miasta Partnerskie
- Rydułtowy